# Gamaliel H. Barstow

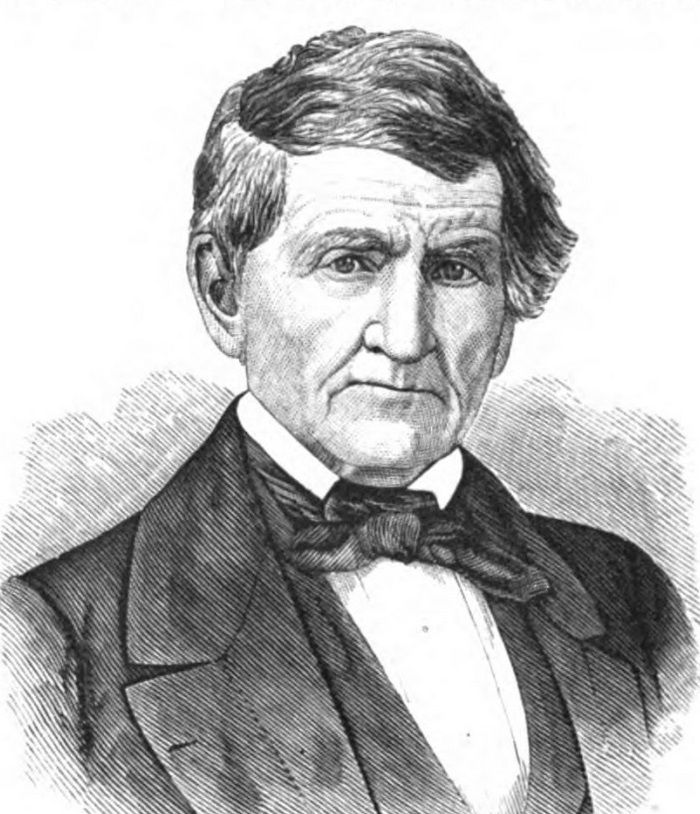
Gamaliel H. Barstow

Gamaliel Henry Barstow (* 20. Juli 1784 in Sharon, Litchfield County, Connecticut; † 30. März 1865 in Nichols, New York) war ein US-amerikanischer Arzt, Richter und Politiker.

## Privatleben
Gamaliel Barstow zog 1812 in das Tioga County in New York, wo er auf der Farm seines Vaters arbeitete. Während dieser Zeit war er auch als Lehrer tätig. Danach studierte er Medizin in Great Barrington (Massachusetts) und praktizierte schließlich als Arzt. Ferner wurde er 1818 zum First Judge am Tioga County Court ernannt, eine Stellung, die er bis 1823 bekleidete. Als er sich später in Nichols niederließ, war er wieder als Arzt tätig und ging landwirtschaften Tätigkeiten nach.

## Politische Laufbahn
Barstow war zwischen 1815 und 1819 Mitglied der New York State Assembly. Anschließend hatte er zwischen 1819 und 1822 einen Sitz im Senat von New York. Danach wurde er wieder in die New York State Assembly gewählt, wo er zwischen 1823 und 1826 tätig war. Während dieser Zeit wurde er zum Finanzminister (Treasurer) von New York gewählt und bekleidete dieses Amt von 1825 bis 1828 sowie noch einmal von 1838 bis 1839. Ferner war er 1830 als Supervisor von Nichols tätig. Danach wurde er für die Anti-Masonic Party in den 22. US-Kongress gewählt, wo er vom 4. März 1831 bis zum 3. März 1833 diente. Barstow kandidierte 1836 erfolglos als Whig für das Amt des Vizegouverneurs von New York.
Er verstarb am 30. März 1865 in Nichols und wurde auf dem Ashbury Cemetery beigesetzt.